# Roda Muse
 (mars 2025).
La mise en forme du texte ne suit pas les recommandations de Wikipédia : il faut le « wikifier ».
Les points d'amélioration suivants sont les cas les plus fréquents :
- Les titres sont pré-formatés par le logiciel. Ils ne sont ni en capitales, ni en gras.
- Le texte ne doit pas être écrit en capitales (les noms de famille non plus), ni en gras, ni en italique, ni en « petit »…
- Le gras n'est utilisé que pour surligner le titre de l'article dans l'introduction, une seule fois.
- L'italique est rarement utilisé : mots en langue étrangère, titres d'œuvres, noms de bateaux, etc.
- Les citations ne sont pas en italique mais en corps de texte normal. Elles sont entourées par des guillemets français : « et ».
- Les listes à puces sont à éviter, des paragraphes rédigés étant largement préférés. Les tableaux sont à réserver à la présentation de données structurées (résultats, etc.).
- Les appels de note de bas de page (petits chiffres en exposant, introduits par l'outil «  Source ») sont à placer entre la fin de phrase et le point final[comme ça].
- Les liens internes (vers d'autres articles de Wikipédia) sont à choisir avec parcimonie. Créez des liens vers des articles approfondissant le sujet. Les termes génériques sans rapport avec le sujet sont à éviter, ainsi que les répétitions de liens vers un même terme.
- Les liens externes sont à placer uniquement dans une section « Liens externes », à la fin de l'article. Ces liens sont à choisir avec parcimonie suivant les règles définies. Si un lien sert de source à l'article, son insertion dans le texte est à faire par les notes de bas de page.
- La présentation des références doit suivre les conventions bibliographiques. Il est recommandé d'utiliser les modèles {{Ouvrage}}, {{Chapitre}}, {{Article}}, {{Lien web}} et/ou {{Bibliographie}}. Le mode d'édition visuel peut mettre en forme automatiquement les références.
- Insérer une infobox (cadre d'informations à droite) n'est pas obligatoire pour parachever la mise en page.

Pour une aide détaillée, merci de consulter Aide:Wikification.
Si vous pensez que ces points ont été résolus, vous pouvez retirer ce bandeau et améliorer la mise en forme d'un autre article.
Roda Muse, née en 1965 à Djibouti, est une avocate et défenseure de la justice sociale,. Ancienne sécrétaire générale de la Commission du Canada pour l'UNESCO et actuellement sous-ministre des Affaires francophones de l'Ontario, Roda a été nommée l'une des dix francophones les plus influentes au Canada en 2022 en reconnaissance de ses réalisations et de son engagement envers la communauté franco-ontarienne,. 

## Biographie

### Enfance, éducation et voyage au Canada
Roda Muse est la fille de deux parents d'origine africaine et le deuxième enfant d'une famille de sept filles et de quatre garçons. Elle se souvient d'une enfance heureuse et amante. De plus, étant l'aînée, elle a appris rapidement les notions de responsabilité et d'engagement collectif. Ayant de grandes aspirations à être libre et à réaliser ses rêves, mais constatant l'état de son pays d'origine, elle a toujours voulu immigrer au Canada, où elle croyait pouvoir y arriver,. Roda a eu le chance d'avoir accès à une excellente éducation et de faire l'expérience des milieux francophones, ce qui l'a incitée à venir en Ontario pour développer son identité en s'ouvrant au multiculturalisme et au bilinguisme. 
Avant d'immigrer au Canada, elle a vécu en France pour poursuivre ses études. Elle y a obtenu une licence en lettres modernes à Amiens, puis une maîtrise en enseignement du français langue étrangère à l'Université de Montpellier Paul-Valéry. En 1994, à l'âge de 28 ans, elle a immigré au Canada. Elle est entrée immédiatement à l'École nationale d'administration publique de Québec, dont elle est sortie diplômée en 2000. Par la suite, elle s'est installée en Ontario pour se joindre à la communauté franco-ontarienne,. 

### Carrière
Au Canada, Roda s'engage à continuer sa quête de changement en luttant contre la racisme et en défendant l'égalité, avec un intérêt particulier pour les affaires autochtones et l'inégalité entre les sexes. Elle s'est engagée dans divers domaines, y compris la politique, l'éducation et la direction d'entreprise, pour atteindre ses objectifs. 
Elle a occupé un poste à la Cité collégiale d'Ontario dans les années qui ont suivi son arrivée et, à la fin des années 1990 elle a formé le Centre d'intégration de formation et de développement économique (CIFODE), se concentrant sur l'équité dans l'emploi entre les femmes et les hommes. Au début des années 2000, Roda Muse a établi un partenariat avec la ville d'Ottawa, la Commission de la fonction publique, et CIFODE pour faciliter l'intégration des minorités visibles dans les postes fédéraux.  Elle est devenue ensuite directrice régionale pour l'Ontario de Condition féminin Canada, et après ce poste elle a travaillé comme gestionnaire pendant 15 ans au ministère d'Innovation, Sciences et Développement économique Canada, où elle a dirigé l'élaboration de politiques et des équipes d'analystes,,. En 2021, elle a été nommée secrétaire générale de la Commission canadienne pour l'UNESCO, où elle s'est concentrée sur l'échange et le partage des connaissances par des initiatives favorisant l'éducation, les sciences, la culture et la communication, avant de résigner en 2023.
Roda Muse occupe actuellement les postes de conseillère scolaire et de vice-présidente du Conseil des écoles publiques de la langue française de l'Est de l'Ontario (CEPEO),. Elle est également membre du conseil d'administration de l'hôpital Montfort. Son rôle le plus préstigieux à ce jour est celui de sous-ministre des Affaires francophones du gouvernement ontarien, où elle promeut et soutient la population franco-ontarienne,.
Cependent, Roda Muse ne se contente pas de mettre en avant sa carrière professionnelle pour célébrer des transformations. Elle s'engage régulièrement bénévolement pour soutenir les jeunes marginalisés, ce qui l'a incitée à créer la Fondation Acacia en 2003, qui vise à améliorer le réussite des jeunes francophones des minorités visibles,.